# Philippe Faure-Brac
Philippe Faure-Brac nació el 25 de febrero de 1960 en Marsella. Es un sumiller, restaurantero, autor, cronista y conferencista francés que ganó el primer premio en el concurso del mejor sommelier del mundo en 1992.

## Biografía
Oriundo de una familia de Briançon donde sus abuelos eran dueños del hotel y restaurante "les 3 Chamois", Philippe Faure-Brac siguió sus estudios de gastronomía en las escuelas de hostelería de Sisteron, Grenoble y Niza, donde descubrió su pasión por el vino. Después de algunas experiencias en restaurantes parisinos, Philippe Faure-Brac decidió forjar su proprio camino cuando en 1984, a la edad de 24 años, abrió su restaurante el "Bistrot du Sommelier Archivado el 10 de diciembre de 2016 en Wayback Machine.", 97 Bulevar Haussmann en el VIII distrito de París.
En septiembre de 1992, representó a Francia en el concurso mundial de los sumilleres en Río de Janeiro. Philippe Faure-Brac ganó el primer premio y el título de Mejor Sumiller del Mundo.
En abril de 2015, recibió la medalla Honoris Causa del concurso Meilleur Ouvrier de France.

## Premios y galardones
- 1984 : Mejor Sommelier Joven de Francia
- 1988 : Mejor Sommelier de Francia
- 1992 (5 de septiembre) : Mejor Sommelier del Mundo 1992 a Río de Janeiro[2]
- 1995 : Chevalier de l'Ordre du Mérite Agricole
- 1996 : Nef d'Or de la empresa con la Cámara de Comercio de París
- 1999 : Premio Internacional del Mejor Libro de Vino en la Feria del libro de Périgueux
- 2004 : Premio Edmond de Rotchild para el libro Vins & Mets du Monde
- 2005 : Chevalier de l'Ordre National du Mérite
- 2007 : Gourmand World Cookbook Award de Francia y del Mundo en Pekín
- 2008 : Best Award of Excellence de la revista Wine Spectator
- 2013 : Prix Millésime 2013 de la "Forêt des livres Gonzague Saint Bris"
- 2015 : M.O.F. Honoris Causa 2015[3]

## Publicaciones
- 1998 : La Cave Idéale de Philippe Faure-Brac EPA editions
- 1998 : Le Livre de Cave de Philippe Faure-Brac EPA editions
- 1999 : Les Grands Vins du Siècle de Philippe Faure-Brac EPA editions
- 2000 : Bordeaux : Le Choix du Sommelier de Philippe Faure-Brac EPA editions
- 2002 : Saveurs Complices des Vins & Mets de Philippe Faure-Brac EPA editions
- 2004 : Vins & Mets du Monde de Philippe Faure-Brac EPA editions
- 2006 : Comment Goûter un Vin de Philippe Faure-Brac EPA editions
- 2010 : Le Carnet de Dégustation de Philippe Faure-Brac EPA editions
- 2010 : Comment faire sa cave? de Philippe Faure-Brac EPA editions
- 2012 : Tout sur le Vin de Philippe Faure-Brac EPA edicions